# 千束稲荷神社
千束稲荷神社（せんぞくいなりじんじゃ）は、東京都台東区竜泉にある神社。登記上の宗教法人名称は稲荷神社（いなりじんじゃ）。旧社格は村社。

## 祭神
- 倉稲魂命（うがのみたまのみこと）[1]
- 素盞嗚尊（すさのおのみこと）[1]

## 歴史
創建年代は不詳であるが、寛文年間に創建されたと考えられる。かつて浅草は千束郷と称されており、南北二社の稲荷社があった。そのうち北にあった下千束稲荷が千束稲荷神社の前身にあたる。なお、浅草寺境内にあった南の上千束稲荷（西宮稲荷とも）は既に廃絶している。関東大震災では、区画整理のため東に50メートルの場所に移動している。

### 樋口一葉との関係
樋口一葉は、1893年（明治26年）から翌年にかけて竜泉寺町368番地（現・竜泉一丁目）に居住しており、千束稲荷神社の近くに住んでいた。そのため『たけくらべ』での美登利と長吉が喧嘩する祭りのシーンは、当時の千束稲荷神社の例祭がモデルになっているとされている。当時は、現在と異なり8月に祭りが行われており、俵が積まれただけのシンプルな神輿だったとされている。

## 現地情報
所在地
- 東京都台東区竜泉2-19-3

交通アクセス
- 最寄駅：東京メトロ日比谷線三ノ輪駅下車後、徒歩約5分